# Koidu (Suur-Randvere)
Koordinaten: 58° 20′ N, 22° 34′ O
Koidu war bis 2017 ein eigenständiges Dorf (estnisch küla) in der Landgemeinde Lääne-Saare im Kreis Saare auf der größten estnischen Insel Saaremaa, dann wurde es bei der Bildung der neuen Landgemeinde Saaremaa ein Teil des Dorfes Randvere, das dann in Suur-Randvere umbenannt wurde.
Das Dorf hat 21 Einwohner (Stand 1. Januar 2016).